# Reparato de Tipasa
Reparato de Tipasa (em latim: Reparatus) foi um bispo de origem africana do século V, ativo no Reino Vândalo. Segundo Vitor de Vita, era um subdiácono que esteve presente em Constantinopla, enquanto segundo Procópio de Cesareia, era um dentre vários clérigos que viram-se obrigados fugir à corte imperial em decorrência da perseguição promovida contra os ortodoxos romanos pelo rei ariano Hunerico (r. 477–484).